# Il monello della strada
Il monello della strada è un film prodotto nel 1950 e diretto da Carlo Borghesio. È il quinto e ultimo film che il regista e Macario girano insieme.

## Trama
Carletto Po è un minatore emigrato in Argentina. L'uomo ha sposato per procura una giovane italiana, Anna. Una volta tornato in Italia si presenta a Torino per conoscere finalmente la moglie, ma purtroppo scopre che Anna è morta lasciando solo il piccolo figlio Paolo, avuto da una precedente relazione, e che ora è legalmente figlio di Carletto.
L'uomo cerca inizialmente di liberarsi del bambino, abbandonandolo per strada. Arrivato ad un Luna Park incontra una giovane misteriosa ragazza, che somiglia stranamente ad Anna, che lo invita a tenere con sé il bambino, cosa che Carletto fa, diventando in breve tempo amico di Paolino.
Un giorno però spuntano dei lontani parenti di Paolino, che si offrono di occuparsi del bambino al posto di Carletto; in realtà vogliono solo ottenere la procura sul piccolo, che sta per ereditare una grossa somma di denaro. Carletto lascia a malincuore che gli portino via Paolino, ma una visita della ragazza misteriosa gli aprirà gli occhi sulle vere intenzioni di questi parenti.

## Produzione

### Regia
La regia del film è curata da Carlo Borghesio che dopo alcuni successi tra cui il campione d'incassi Come persi la guerra sancisce nuovamente il feeling che nel frattempo si è creato tra Macario e la macchina da presa.

### Cast
Oltre al protagonista Macario ormai celebre anche al pubblico cinematografico è da segnalare la presenza di Luisa Rossi nei panni della misteriosa Anna, quella di Saro Urzì nei panni del commissario e la presenza di Ciccio Jacono nei panni del piccolo Paolino.

### Riprese
Il film è stato girato tra Torino e le colline piemontesi. La villa dei parenti di Paolino è Villa Abegg.
Le riprese alla Stazione di Torino Porta Nuova sono avvenute il 22 agosto 1950 con Macario che attirava su di sé l'attenzione di molti passeggeri che si trovavano a transitare da quelle parti.

## Distribuzione
Il film venne distribuito nelle sale cinematografiche italiane il 12 dicembre 1950.

## Accoglienza

### Critica
- «Oltre alla solita convincente interpretazione di Erminio, il film si caratterizzava anche per la originale (e per i tempi audace) sovrapposizione tra cartoon e attori in carne e ossa: il fido cavallo ad esempio era il risultato della sapiente matita di un disegnatore, così come i cactus, le caverne e gli animaletti che facevano da sfondo alla parte più spettacolare del racconto».[4]
- Un difetto del film è il suo eccessivo rifarsi al modello chapliniano: Il monello della strada «rifà il verso al più famoso “monello” di Charlie Chaplin. Anche se non si tratta di vera e propria copiatura, e malgrado le trovate a volte intelligenti, l'ombra del capolavoro chapliniano è troppo grande perché il film possa reggere il confronto».[5]
- Il rapporto di Macario con il figlio fa pensare a Chaplin (Il monello) e ci sono suggestioni anche da Clair (Paris qui dort, nella scena in cui tutti restano immobilizzati).[6]
- «Ne è venuta una farsetta piuttosto grossolana, falsamente patetica, corriva e provinciale; tranne l'ultimo episodio (la vita d'una città si arresta per quindici minuti, tutto è immoto, tutti sono di pietra nel loro ultimo atteggiamento): un episodio ben condotto e ben sfruttato, che stranamente spicca nella mediocrità di tutto il resto».[7]